# Karlstor (München)

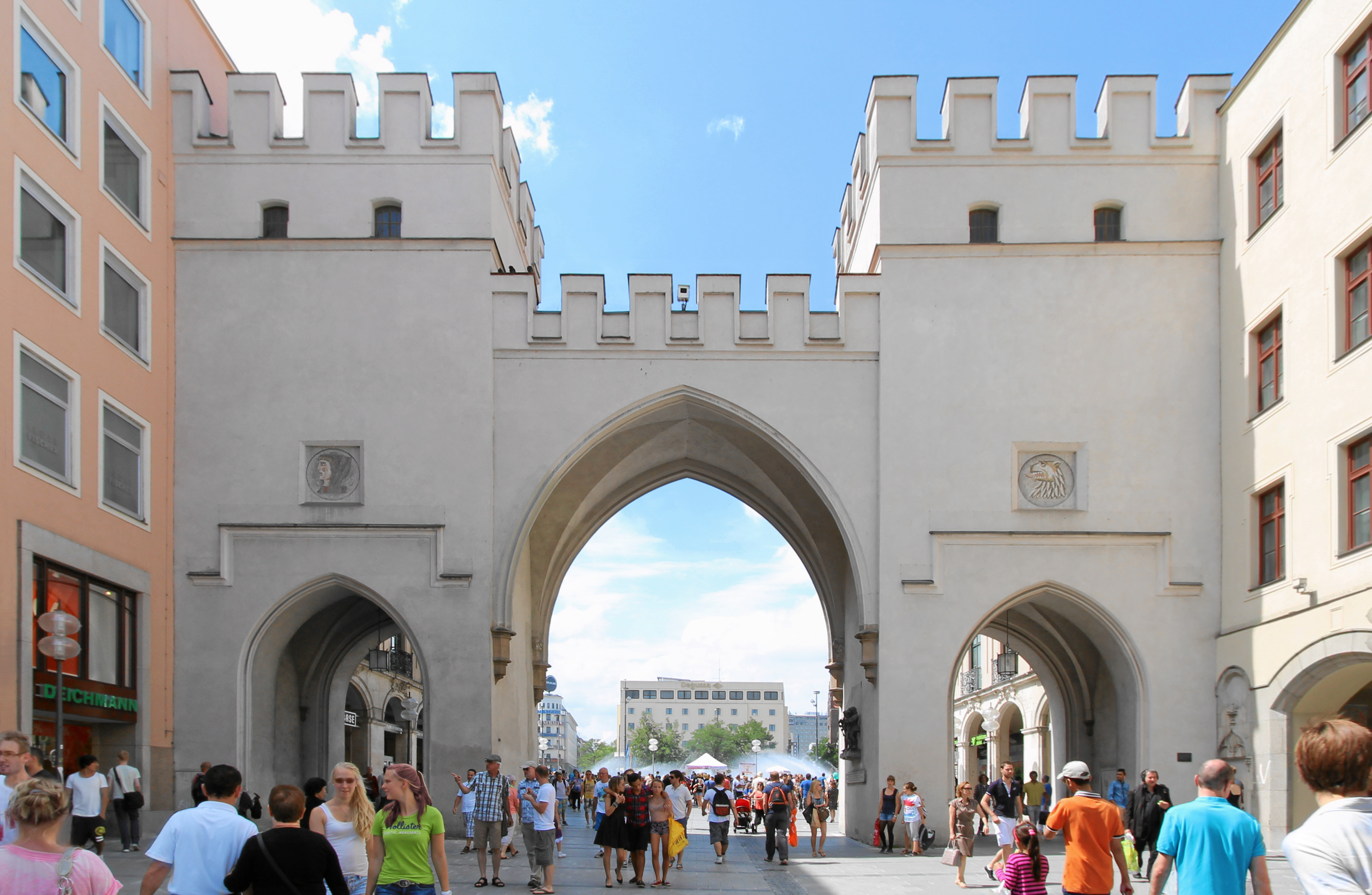
Ostseite des Karlstors

Das Karlstor (ⓘ, bis 1791 Neuhauser Tor genannt) ist das westliche Stadttor der historischen Altstadt von München. Es wurde um 1300 erbaut. Original erhalten sind nur noch die beiden Flankierungstürme. Der Hauptturm sowie die Reste der inneren Barbakane wurden um 1860 abgebrochen. Seine heutige Gestalt erhielt das Tor 1861 bis 1862 durch Arnold Zenetti im neugotischen Stil. Nach schweren Beschädigungen im Zweiten Weltkrieg wurde das Karlstor etwas vereinfacht wieder aufgebaut.

## Lage
Das Karlstor steht am westlichen Ende der Neuhauser Straße im sogenannten Kreuzviertel, die Teil der Salzstraße und damit der Ost-West-Magistrale der historischen Altstadt ist. Damit trennt es die historische Altstadt von der Ludwigsvorstadt. Vor dem Karlstor befindet sich der Karlsplatz (Stachus), heute Teil des Altstadtringes und einer der verkehrsreichsten Punkte Münchens.

## Geschichte

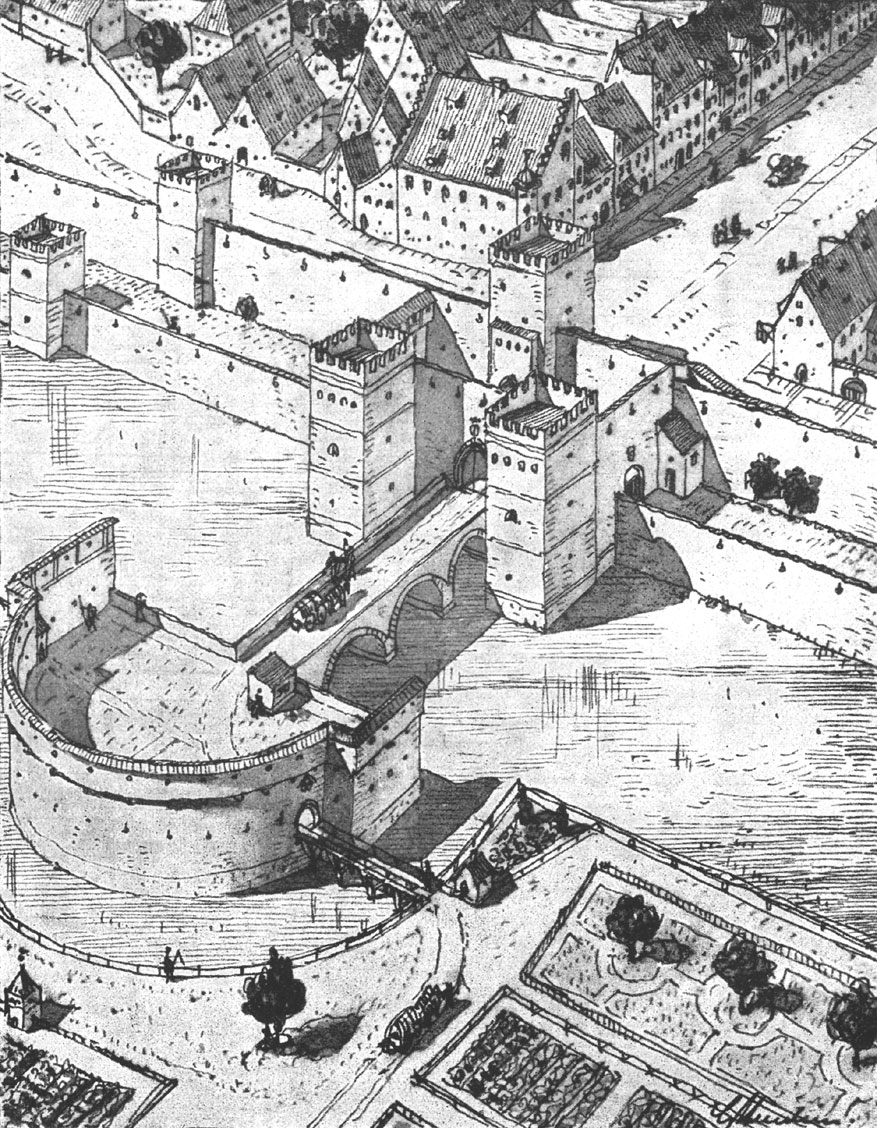
Rekonstruktion des Neuhauser Tors (Karlstors), mit innerer Barbakane vom Anfang des 15. Jh. und äußerer Barbakane von 1492 in D-Form mit seitlich abgewinkeltem Zugang. (Von Gustave Steinlein, Die Baukunst Alt-Münchens, 1920)

1285 bis 1347 entstand in München eine zweite Stadtbefestigung, in deren Rahmen das Karlstor, damals noch Neuhauser Tor genannt, entstand. Erstmals wurde das Karlstor 1302 urkundlich erwähnt. Das Karlstor wurde im Laufe der Zeit immer weiter ausgebaut und befestigt. So wurde beim Bau des unterirdischen Stachus-Einkaufszentrums 1970 ein mit Backsteinen gemauerter Fluchttunnel gefunden, mit dem Soldaten, gegebenenfalls auch Zivilisten, hinter die feindlichen Linien gelangen bzw. flüchten konnten. Ein kurzes Stück ist am Brunnenplatz des Stachus-Einkaufszentrums im 1. UG ausgestellt.
Ab 1448 wurden alljährlich während der Jakobidult Pferderennen auf der Strecke vom Neuhauser Tor nach Feldmoching ausgetragen.
1791 baute Graf Rumford, damals Kommandeur der bayerischen Armee zusammen mit dem Architekten Franz Thurn unter Kurfürst Karl Theodor, die Flankentürme um. Im selben Jahr wurde das Neuhauser Tor auch in Karlstor umbenannt.
1857 explodierten die Schwarzpulver-Bestände, die im Nebenhaus des Hauptturms gelagert waren, und beschädigten diesen so sehr, dass dieser später abgerissen werden musste. Die beiden Flankentürme wurden umgestaltet und später mit einer neuen Brücke (neugotisch) verbunden. 1861 bis 1862 gestaltete Arnold Zenetti das Karlstor neugotisch um.
Beim Bau des sogenannten „Stachus-Rondells“ durch Gabriel von Seidl 1899 bis 1902 wurden die beiden Flankentürme einbezogen und dementsprechend umgestaltet. Im Zweiten Weltkrieg schwer beschädigt, wurde das Karlstor etwas vereinfacht wieder aufgebaut.
Das Karlstor ist neben Isartor und Sendlinger Tor eines der drei erhaltenen Stadttore. Nicht mehr erhalten sind u. a. das Angertor und das Schwabinger Tor.

## Bilder

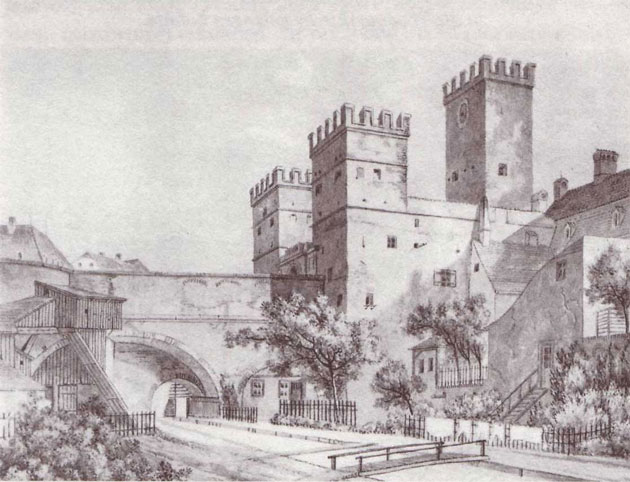
Zeichnung von 1820
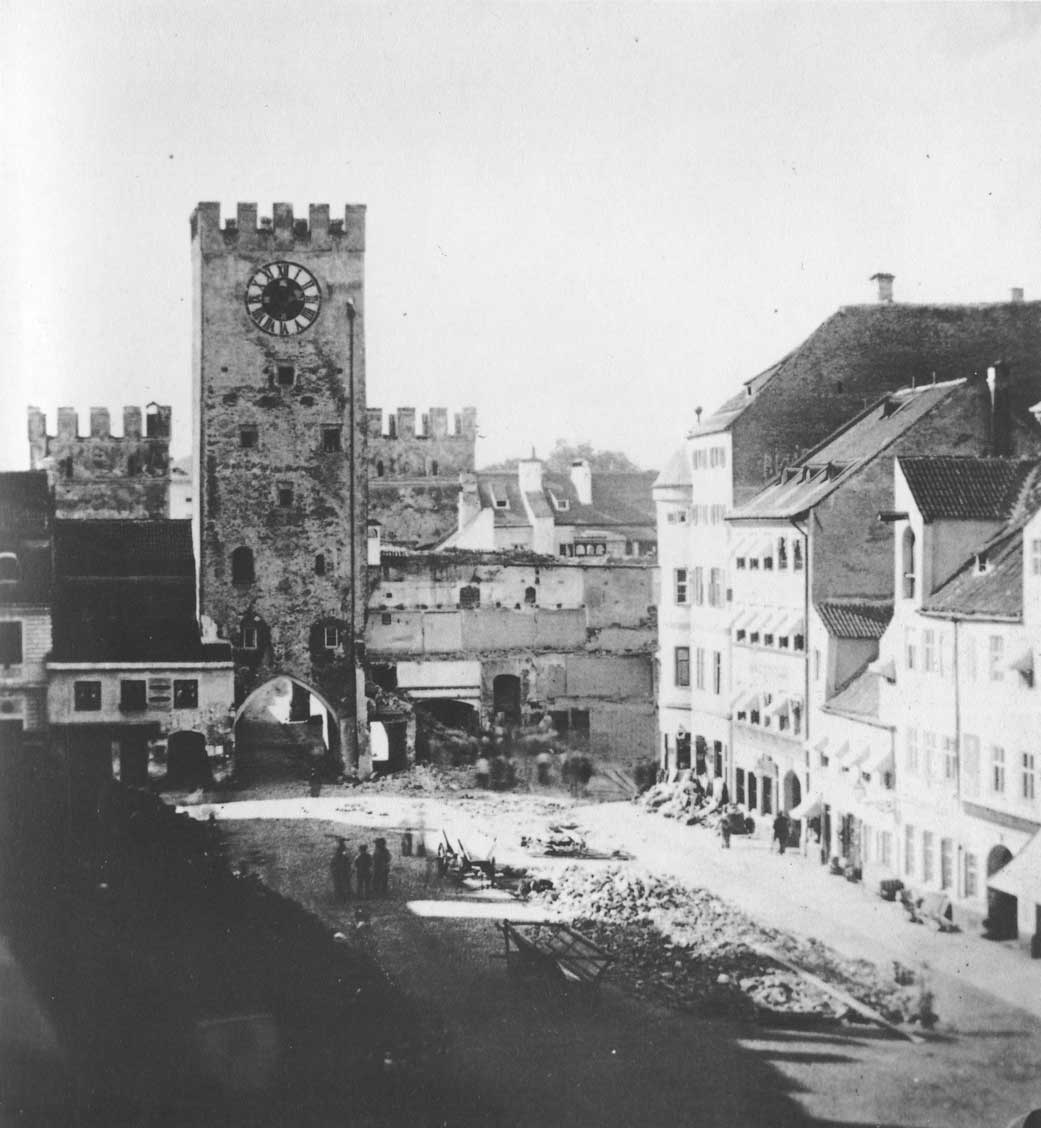
Das Karlstor vor …
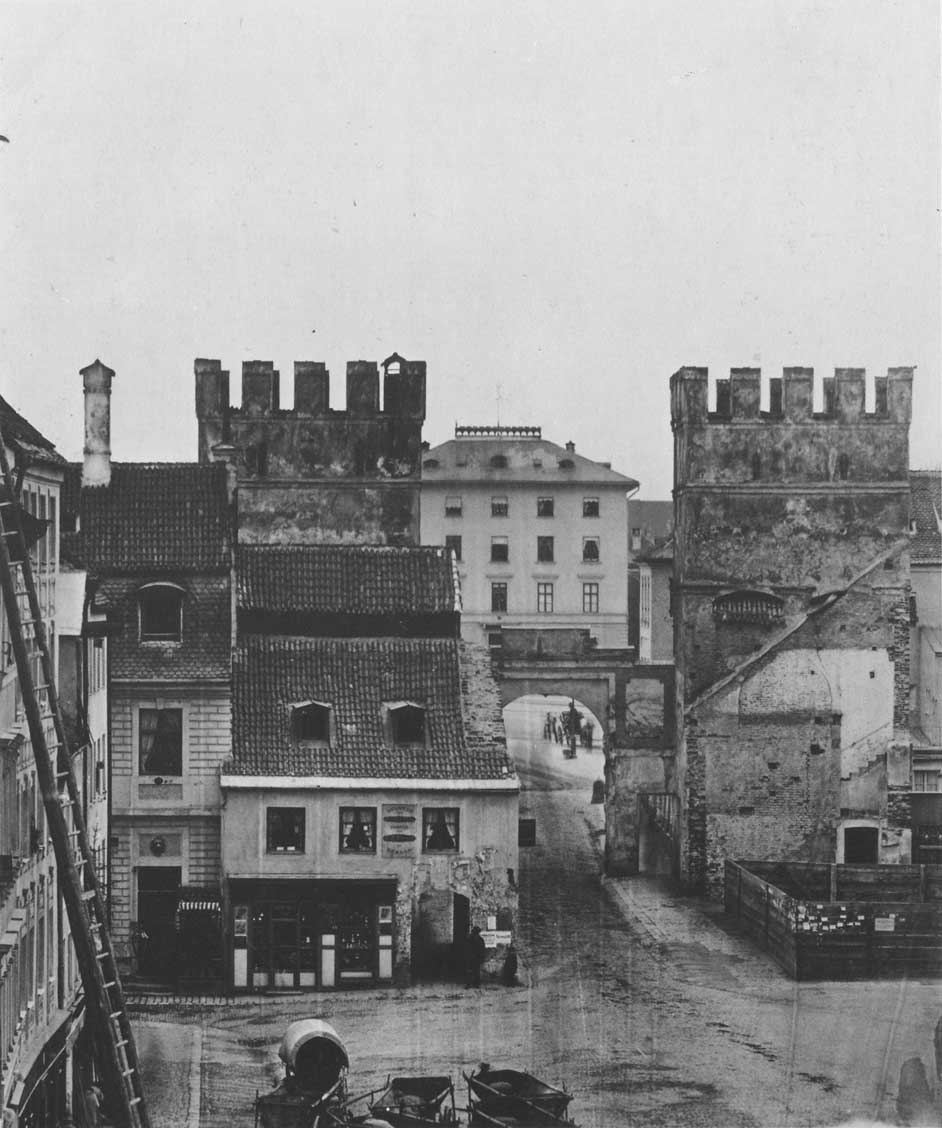
… und nach dem Abbruch 1857
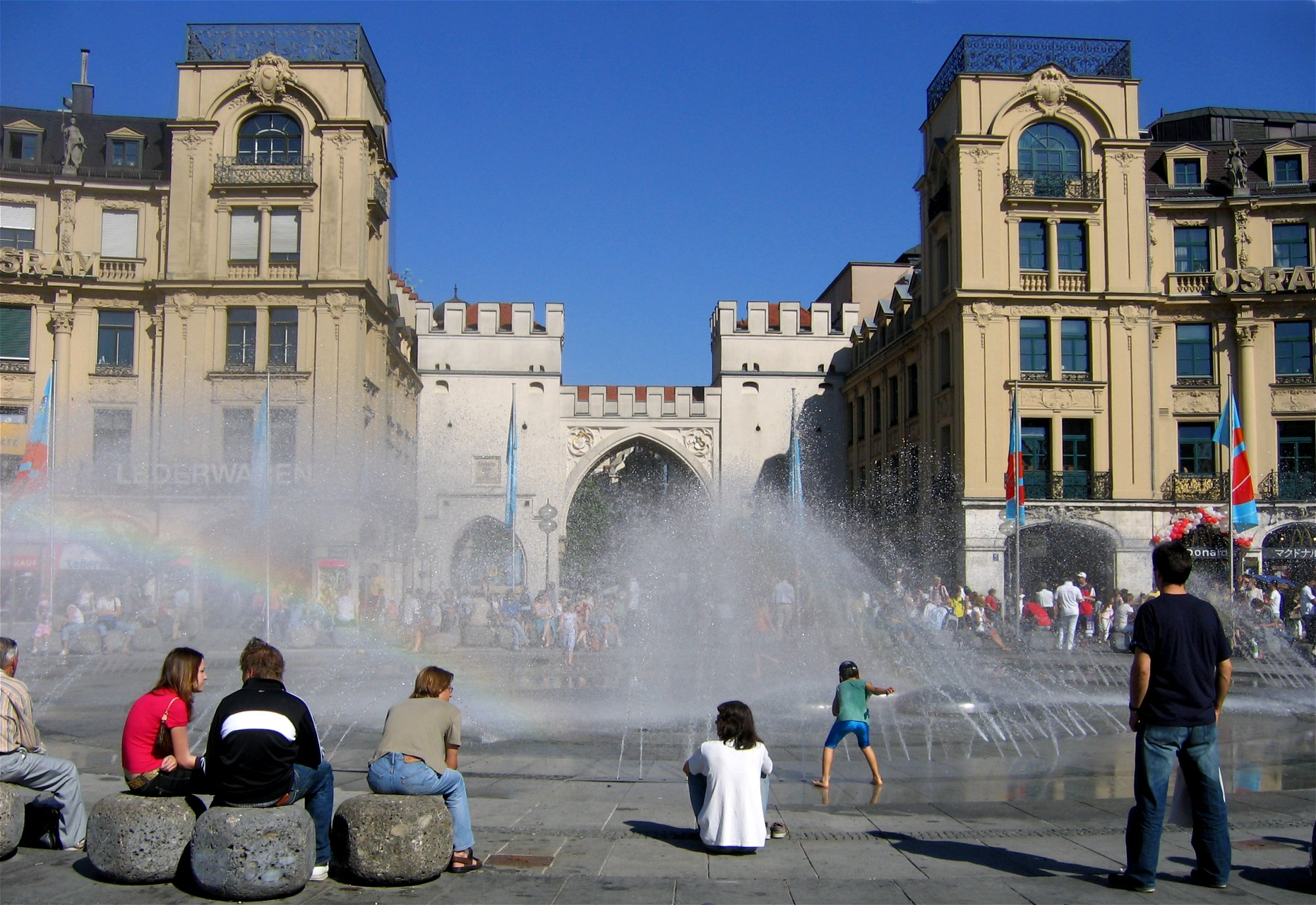
Außenseite des Tors zum Stachus
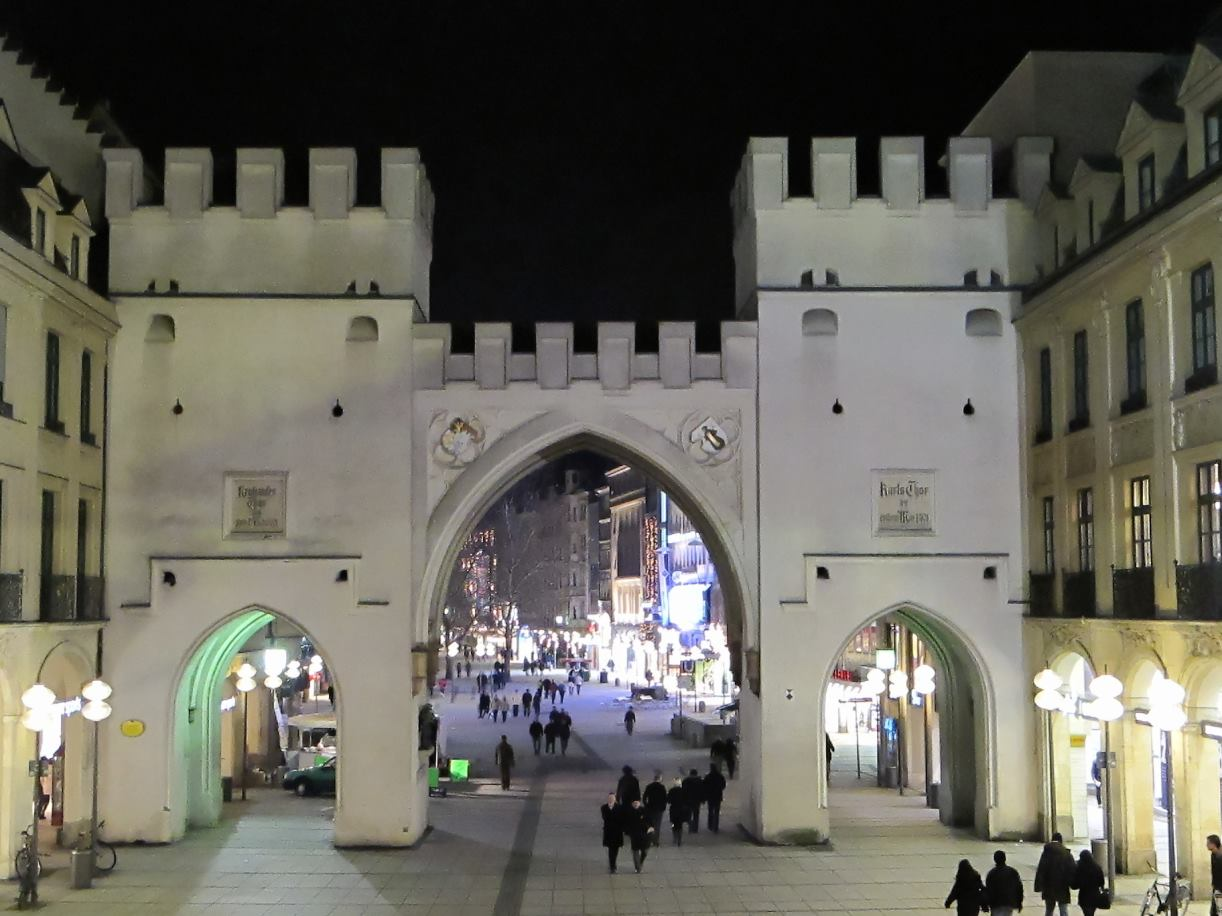
Außenseite
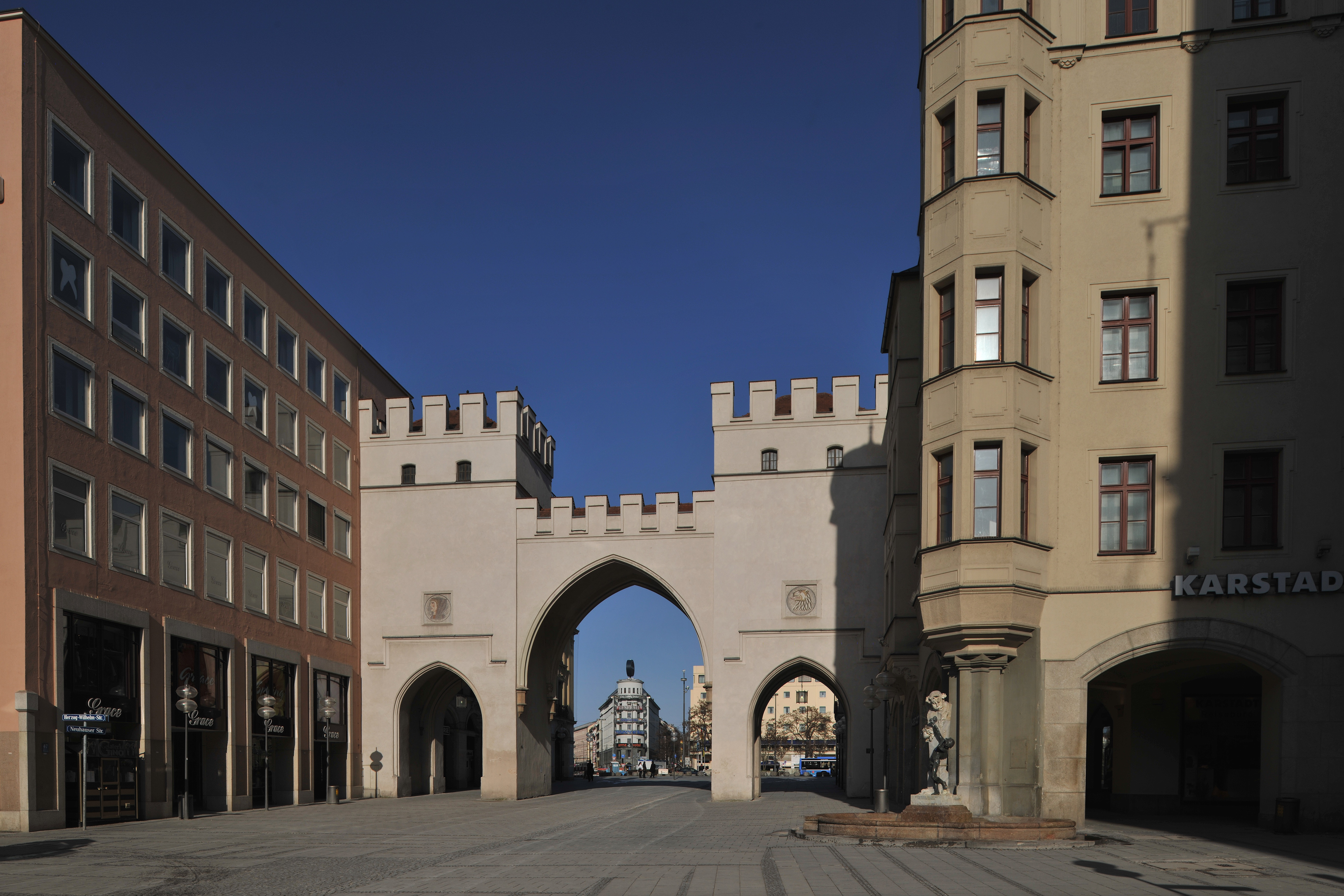
Innenseite
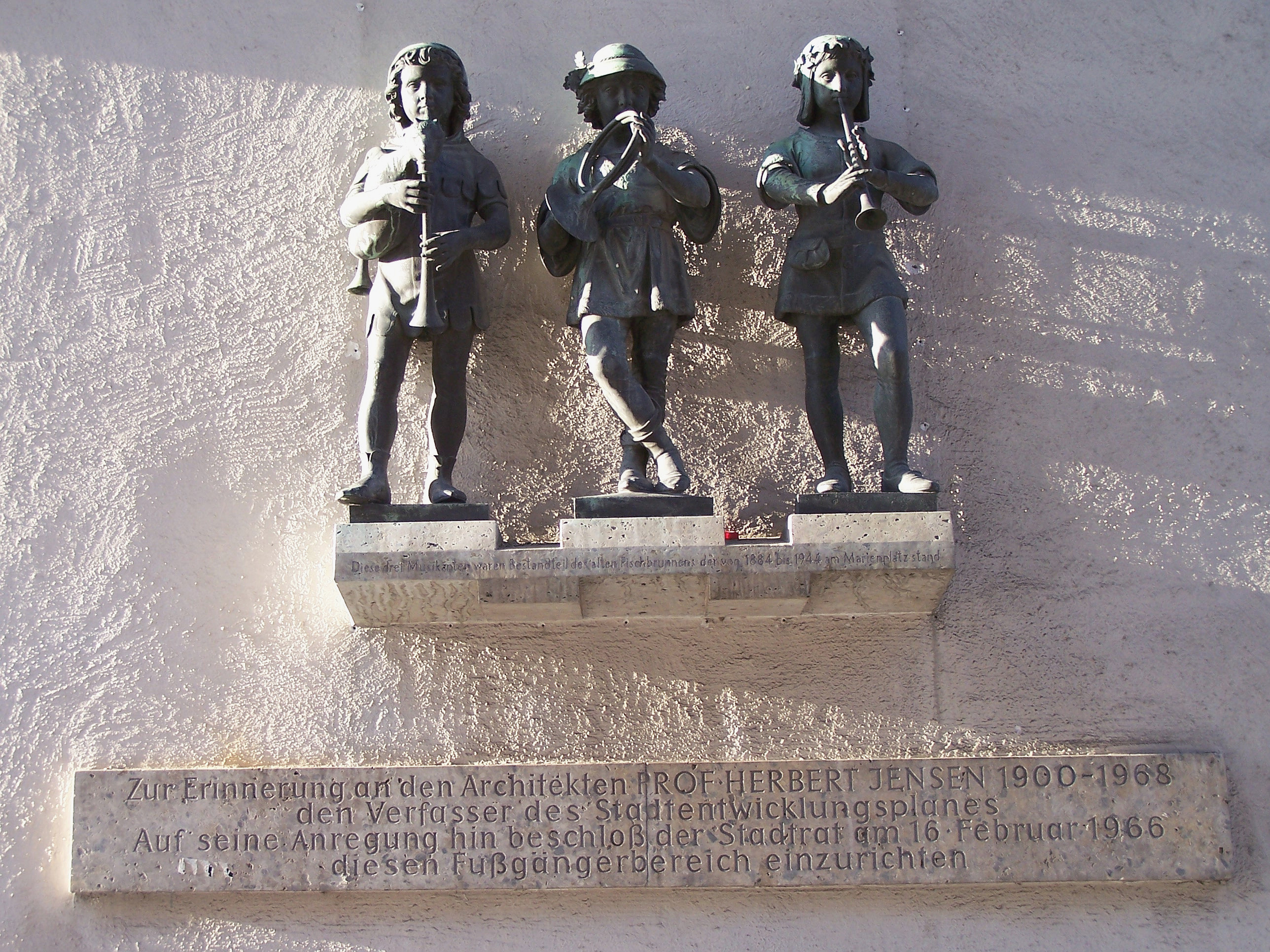
Denkmal für Herbert Jensen auf der Nordseite des Haupttorbogens
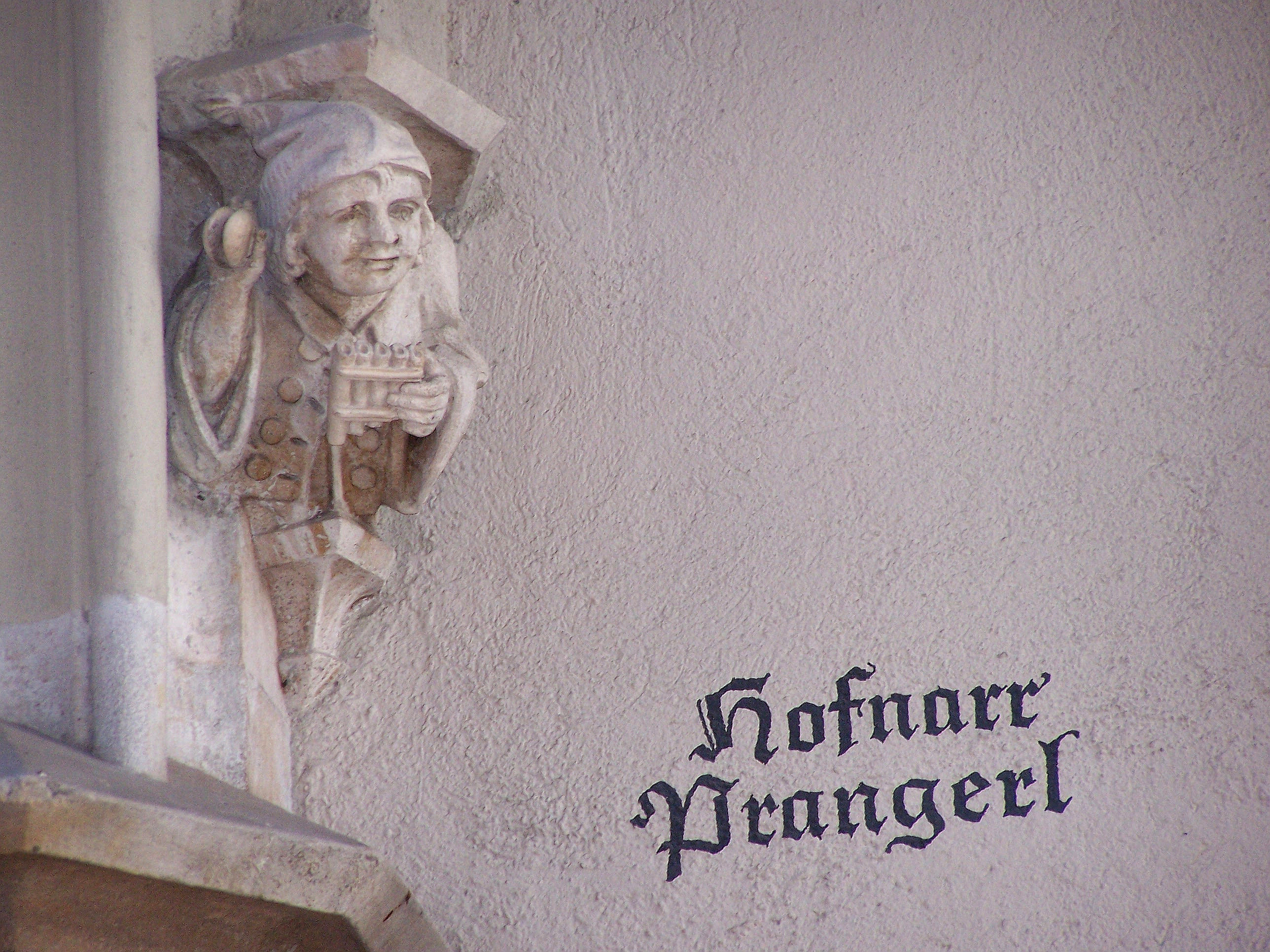
Figur eines Hofnarren im Haupttorbogen, eine von insgesamt vier Figuren in den vier Ecken
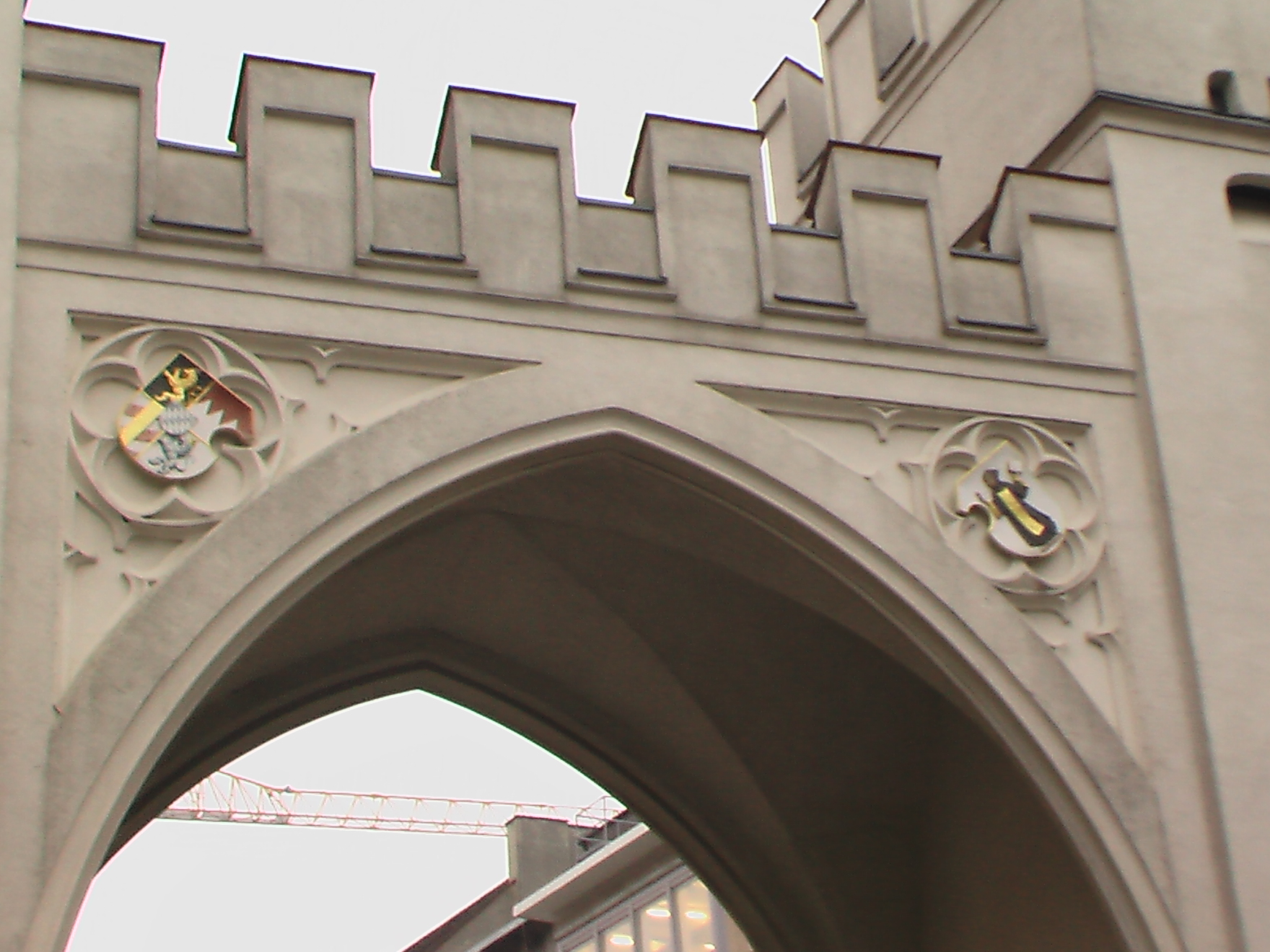
Wappen (Königreich Bayern und Münchner Kindl) an der Westseite des Karlstors

## Denkmal
Auf der Nordseite des Haupttorbogens befindet sich ein Denkmal für Herbert Jensen (1900–1968), der die Einrichtung einer Fußgängerzone vorschlug. Die drei musizierenden Kinder stammen von Konrad Knoll, die er 1866 für den Fischbrunnen geschaffen hat und die bei der Neugestaltung des Brunnens 1954 durch Josef Henselmann keine erneute Verwendung fanden.
Am Mittelgewölbe befinden sich an den vier Kragen vier kleine Steinskulpturen, die Münchener Originale darstellen:
- Nordöstlich: Josef Sulzbeck (Kapellmeister und Kontrabassist 1767–1845) als Baron Sulzbeck. Josef Sulzbeck war ein Münchner Volkssänger. Er wird mit dem Spruch „Hurraxdax, packs bei da Hax“ aus dem gleichnamigen Landler in Verbindung gebracht.
- Südöstlich: Georg Pranger (Musiker und Humorist 1745–1820) als Hofnarr wie er eine Panflöte hält. Pranger, genannt „Prangerl“, war der letzte bairische Hofnarr unter König Max I. Joseph.
- Südwestlich: Joseph Huber (Krämer und Bote 1763–1829) als Finessensepperl. Joseph Huber war kleinwüchsig und fungierte als Überbringer von Liebesbriefen. Ihm wird der Spruch „Nix Gwiss woass ma ned“ zugerechnet.
- Nordwestlich: Franz Xaver Krenkl (Rennstallbesitzer und Pferdehändler 1780–1860). Ihm verdankt man den Spruch „Wer ko, der ko“.

An der Ost- bzw. Innenseite des Karlstors sind an den Türmen links eine ältere Darstellung des Münchner Kindls zu sehen und rechts der Kopf eines Löwen. An der West- bzw. Außenseite wurde halblinks der dritte Schild des Königreichs Bayern und halbrechts eine modernere Darstellung des Münchner Kindls abgebildet.